# 张耀南 (九三学社)
张耀南（1966年10月—），甘肃秦安人，中国科学院西北生态环境资源研究院大数据中心主任，研究员，博士生导师。曾任九三学社第十四届中央委员、甘肃省第八届委员会副主委。甘肃省第十二届政协常委，甘肃省人民检察院特约检察员。

## 生平
1966年10月，张耀南出生，甘肃秦安人。1982年9月至1986年9月，在兰州大学现代物理系核物理专业学习，获学士学位。1986年9月至2000年2月，张耀南担任中国科学院兰州冰川冻土研究所助理研究员。其间，于1990年9月至1993年3月，在中科院研究生院攻读在职研究生，获硕士学位。2000年3月，张耀南调任中国科学院寒区旱区环境与工程研究所副研究员，并担任计算机网络室副主任。2003年3月，升任计算机网络室主任，同时担任甘肃省高性能网格计算中心主任。2000年9月至2005年11月间，张耀南在中科院研究生院读博士生，并取得博士学位。2006年12月，张耀南升任为研究员。2013年任所级中心主任、大数据中心主任。2016年6月，任西北生态环境资源研究院大数据中心主任、所级公共技术服务中心主任。

## 党派
1997年，张耀南加入九三学社。曾但任九三学社甘肃省第五届委员会委员，第六届委员会常委，第七届、第八届委员会副主委。并曾担任中国人民政治协商会议甘肃省第十一届委员会常务委员会委员。